# Passiflora cuprea
Passiflora cuprea är en passionsblomsväxtart som beskrevs av Carl von Linné. Passiflora cuprea ingår i släktet passionsblommor, och familjen passionsblomsväxter. Inga underarter finns listade i Catalogue of Life.